# Championnat d'Autriche de football 1983-1984
Navigation
Saison précédente Saison suivante
La saison 1983-1984 du Championnat d'Autriche de football était la 73e édition du championnat de première division en Autriche. La Bundesliga regroupe les 16 meilleurs clubs du pays au sein d'une poule unique où ils s'affrontent deux fois au cours de la saison, à domicile et à l'extérieur. À la fin de la compétition, les deux derniers du classement sont relégués et remplacés par les deux meilleurs clubs de Nationalliga, la deuxième division autrichienne tandis que le 14e dispute un barrage de promotion-relégation face au 3e de Nationalliga.
C'est le club du FK Austria Vienne qui remporte le championnat en terminant en tête du classement final, à égalité de points (mais un meilleur goal-average) avec le tenant du titre, le SK Rapid Vienne (qui remporte une nouvelle fois la Coupe d'Autriche) et 5 points d'avance sur le Linzer ASK. C'est le 15e titre de champion d'Autriche de l'histoire du club.
Le 1er février, le club de l'Union Wels est dissous et abandonne donc la compétition; tous les matchs restant sont donnés gagnant à ses adversaires sur le score de 3-0.

## Les 16 clubs participants
| - SK Rapid Vienne - Grazer AK - Linzer ASK - SV Austria Salzbourg - FC Wacker Innsbruck - SK Austria Klagenfurt - SC Eisenstadt - Favoritner AC - Promu de Nationalliga | - SK VÖEST Linz - FC Admira Wacker - FK Austria Vienne - SK Sturm Graz - Wiener Sport-Club - SC Neusiedl am See - SV Sankt Veit - Promu de Nationalliga - Union Wels |

## Compétition

### Classement
Le barème utilisé pour établir le classement est le suivant :
- Victoire : 2 points
- Match nul : 1 point
- Défaite : 0 point

| Rang | Équipe                | Pts | J  | G  | N  | P  | Bp | Bc  | Diff |
| ---- | --------------------- | --- | -- | -- | -- | -- | -- | --- | ---- |
| 1    | FK Austria Vienne     | 47  | 30 | 21 | 5  | 4  | 85 | 29  | +56  |
| 2    | SK Rapid Vienne T C   | 47  | 30 | 19 | 9  | 2  | 71 | 18  | +53  |
| 3    | Linzer ASK            | 42  | 30 | 17 | 8  | 5  | 54 | 25  | +29  |
| 4    | FC Wacker Innsbruck   | 37  | 30 | 13 | 11 | 6  | 54 | 31  | +23  |
| 5    | SK Sturm Graz         | 37  | 30 | 15 | 7  | 8  | 52 | 43  | +9   |
| 6    | FC Admira Wacker      | 36  | 30 | 12 | 12 | 6  | 47 | 36  | +11  |
| 7    | SK Austria Klagenfurt | 34  | 30 | 12 | 10 | 8  | 55 | 38  | +17  |
| 8    | Grazer AK             | 32  | 30 | 13 | 6  | 11 | 45 | 37  | +8   |
| 9    | Wiener Sport-Club     | 27  | 30 | 10 | 7  | 13 | 53 | 52  | +1   |
| 10   | SV Austria Salzbourg  | 27  | 30 | 10 | 7  | 13 | 39 | 46  | -7   |
| 11   | SC Eisenstadt         | 25  | 30 | 9  | 7  | 14 | 39 | 49  | -10  |
| 12   | SK VÖEST Linz         | 25  | 30 | 8  | 9  | 13 | 35 | 47  | -12  |
| 13   | Favoritner AC P       | 25  | 30 | 8  | 9  | 13 | 35 | 52  | -17  |
| 14   | SV Sankt Veit P       | 21  | 30 | 7  | 7  | 16 | 37 | 59  | -22  |
| 15   | Union Wels abandon    | 14  | 30 | 4  | 6  | 20 | 22 | 69  | -47  |
| 16   | SC Neusiedl am See    | 4   | 30 | 1  | 2  | 27 | 10 | 102 | -92  |

|  | Qualification pour la Coupe des clubs champions 1984-1985                    |
|  | Qualification pour la Coupe des Coupes 1984-1985                             |
|  | Qualification pour la Coupe UEFA 1984-1985                                   |
|  | Participation au barrage de relégation                                       |
|  | Relégation directe en Nationalliga                                           |
|  | T Tenant du titre C Vainqueur de la Coupe d'Autriche P Promu de Nationalliga |

### Matchs

#### Barrage de promotion-relégation
| Équipe 1                            | Résultat | Équipe 2      | Aller | Retour |
| ----------------------------------- | -------- | ------------- | ----- | ------ |
| Donawitzer SV Alpine (Nationalliga) | 3 - 1    | SV Sankt Veit | 2 - 0 | 1 - 1  |

## Bilan de la saison
| Championnat d'Autriche de football 1983-1984 |                               |
| Champion                                     | FK Austria Vienne (15e titre) |
| Coupes et trophées                           |                               |
| Vainqueur de la Coupe d'Autriche 1983-1984   | SK Rapid Vienne               |
| Qualifications continentales                 |                               |
| Coupe d'Europe des clubs champions 1984-1985 | FK Austria Vienne             |
| Coupe des Coupes 1984-1985                   | SK Rapid Vienne               |
| Coupe UEFA 1984-1985                         | Linzer ASK                    |
| Coupe UEFA 1984-1985                         | FC Wacker Innsbruck           |
| Promotions et relégations                    |                               |
| Promus en Bundesliga                         | SV Spittal/Drau               |
| Promus en Bundesliga                         | First Vienna FC               |
| Promus en Bundesliga                         | Donawitzer SV Alpine          |
| Relégués en Nationalliga                     | Union Wels                    |
| Relégués en Nationalliga                     | SC Neusiedl am See            |
| Relégués en Nationalliga                     | SV Sankt Veit                 |